# (4242) Brecher
Pour les articles homonymes, voir Brecher.
(4242) Brecher est un astéroïde de la ceinture principale.

## Description
(4242) Brecher est un astéroïde de la ceinture principale. Il fut découvert le 28 mars 1981 à Harvard par l'observatoire de l'université Harvard. Il présente une orbite caractérisée par un demi-grand axe de 3,12 UA, une excentricité de 0,15 et une inclinaison de 0,3° par rapport à l'écliptique.

## Compléments